# Pygmodeon involutum
Pygmodeon involutum es una especie de escarabajo longicornio del género Pygmodeon, tribu Neoibidionini, subfamilia Cerambycinae. Fue descrita científicamente por Bates en 1870.
La especie se mantiene activa durante los meses de enero, abril, mayo, junio, julio, agosto, septiembre, octubre, noviembre y diciembre.

## Descripción
Mide 8,4-16,7 milímetros de longitud.

## Distribución
Se distribuye por Bolivia, Brasil, Guyana, Guayana Francesa, Perú y Surinam.